# Бабенко Альона Олегівна
Альона Олегівна Бабенко, до шлюбу Баранова (нар. 31 березня 1972, Кемерово, РРФСР, СРСР) — російська акторка театру і кіно. Заслужена артистка Російської Федерації (2013).
Фігурантка бази даних центру «Миротворець».

## Життєпис
Після закінчення школи в 1988 році вступила на факультет прикладної математики та кібернетики в Томський державний університет. Під час навчання в інституті захопилася театром. Виступала в театрі естрадних мініатюр.

## Фільмографія
Знялась у фільмах:
- «Каменська» (2000),
- «Водій для Віри» (2004),
- «Андерсен. Життя без любові» (2006),
- «Карнавальна ніч 2» (2006),
- «Інді» (2007),
- «Свої діти» (2007),
- «Ілюзія страху» (2008),
- «Одного разу в Ростові» (2012),
- «Екіпаж» (2015).

## Громадська діяльність
У березні 2014 року підписала листа на підтримку політики президента Росії Володимира Путіна щодо російської військової інтервенції в Україну.